# پاره‌سر
پاره‌سر(نام علمی: Daptocephalus) نام یک سرده از رده هم‌کمانان است.